# Kiveslaid
Kiveslaid est une petite île d'Estonie dans le golfe de Riga.

## Géographie
Elle est située dans le baie de Pärnu à environ 2 km de la côte.